# Pomona, Kalifornija
Pomona je grad u američkoj saveznoj državi Kaliforniji, koji upravno pripada okrugu Los Angeles.

## Zemljopis
Pomona je predgrađe Los Angelesa, smješteno u istoimenoj dolini Pomona. Ima ukupnu površinu od 59,2 km².
Nalazi se oko 43 km istočno od Los Angelesa, 40 km sjeverno od Santa Ane, 50 km zapadno od Riversidea i 60 km zapadno od San Bernardina.
Pomona graniči s gradovima San Dimasom na sjeverozapadu, La Verneom i Claremontom na sjeveru, Montclairom i Chinom na istoku, Chino Hillsom i Diamond Barom na jugu te Walnutom, South San Jose Hillsom i Industryjem na jugozapadu.

## Povijest
Grad je ime dobio prema Pomoni, rimskoj božici voća; za ime grada bio je organiziran natječaj u kojem je pobijedio Solomon Gates i njegovo ime "Pomona". Grad su 1830-ih osnovali Španjolci, dok su prvi angloamerički doseljenici stigli 1868. godine. Status grada ima od 1887. godine.

## Stanovništvo
Prema popisu stanovništva iz 2000. godine grad je imao 149.473 stanovnika, čime je 5. po veličini grad u okrugu, 
, 37.855 domaćinstava, i 29.791 obitelji. Prosječna gustoća naseljenosti je 2.527 stan./km²
Prema rasnoj podjeli u gradu živi najviše bijelaca (41,76%), Afroamerikanaca ima 9,63%, Azijata 7,20%, Indijanaca 1,26%, pacifičke rase 0,21%, ostalih rasa 34,93% te izjašnjenih kao dvije ili više rasa 5,01%. Od ukupnoga broja stanovnika čak 64,47% je latinoameričkog ili hispanoameričkog podrijetla.

## Poznate osobe
- Jessica Alba - američka glumica

## Vanjske poveznice
- Službene stranice grada  Arhivirana inačica izvorne stranice od 31. svibnja 2022. (Wayback Machine) (engl.)

### Ostali projekti
|  | Zajednički poslužitelj ima stranicu o temi Pomona, Kalifornija |